# Вијетнамски донг
Вијетнамски донг (вијетнамски: đồng Việt Nam) је званична валута у Вијетнаму. Међународни код је VND. Симбол за донг је ₫. Донг издаје Државна банка Вијетнама. У 2009. години инфлација је износила 2,4%. Један донг састоји се од 100 ксуа и 10 хаоа.
Постоје новчанице у износима 100, 200, 500, 1000, 2000, 5000, 10000, 20000, 50000, 100000, 200000 и 500000 донга као и кованице од 100, 200, 500, 1000, 2000 и 5000 донга.